# Жидков, Пётр Кириллович
Пётр Кириллович Жидков (24 августа 1901 года, Царицын — неизвестно) — советский военный деятель, полковник (1943 год).

## Начальная биография
Пётр Кириллович Жидков родился 24 августа 1901 года в Царицыне.

## Военная служба

### Гражданская война
В феврале 1918 года вступил в красногвардейский отряд при лесопильном заводе Царицына, а в апреле того же года был призван в ряды РККА, после чего служил красноармейцем в 3-м Украинском революционном полку, а затем — в батальоне особого назначения в составе Северокавказского военного округа. В составе этих частей Жидков принимал участие в боевых действиях против войск под командованием генерала А. И. Деникина под Царицыном.
В декабре 1919 года назначен на должность проводника политической литературы политического отдела Кавказского фронта, а с апреля 1920 года служил красноармейцем школы связи 1-й Конной армии, в составе которой принимал участие в боевых действиях в ходе советско-польской войны. В июне того же года Жидков направлен на учёбу на 1-е Саратовские пехотные пулеметные курсы. С августа того же года в составе 6-го полка Восточной бригады курсантов участвовал в боевых действиях на Восточном фронте в районах Уральска и Новоузенска, а в начале 1921 года на Кавказском фронте принимал участие в ходе свержения меньшевистского правительства Грузии и установлении советской власти на Северном Кавказе.

### Межвоенное время
После окончания войны Жидков продолжил учёбу на курсах, после окончания которых был назначен на должность командира взвода 13-х Бакинских пехотно-пулемётных курсов.
В сентябре 1923 года направлен в 21-ю Бакинскую пехотную школу (в августе 1927 года была преобразована в Закавказскую пехотную школу), где служил на должностях командира взвода, помощника командира и командира роты. В составе школы принимал участие в ходе подавления восстания в Хевсуретии.
В сентябре 1929 года назначен на должность командира роты в составе 9-го Кавказского стрелкового полка. В ноябре того же года был направлен на учёбу на Стрелково-тактические курсы «Выстрел», которые окончил в мае 1930 года и в июле того же года назначен на должность курсового командира Объединённой военной школы имени ВЦИК, а в январе 1931 года переведён в Школу военных автотехников Московского военного округа, где служил на должностях помощника командира и командира роты, руководителя тактик. В 1934 году одновременно окончил вечернее отделение Военной академии имени М. В. Фрунзе.
В марте 1935 года назначен на должность помощника начальника штаба учебного механизированного полка Военной академии моторизации и механизации РККА. В период с февраля 1936 по январь 1937 года учился на академических курсах танко-технического усовершенствования начсостава при этой же академии.
В марте 1937 года откомандирован в распоряжение Автобронетанкового управления РККА, где служил на должностях помощника начальника 10-го отдела и помощника начальника 2-го отделения 1-го отдела. В октябре 1938 года был направлен на учёбу в Академию Генштаба РККА, после окончания которой в сентябре 1939 года назначен на должность начальника оперативного отдела — заместителя начальника штаба 27-го стрелкового корпуса (Киевский Особый военный округ), находясь на которой, принимал участие в ходе похода Красной Армии в Западную Украину.
В марте 1940 года назначен на должность начальника 1-го отделения 1-го отдела штаба 6-й армии, а затем — на должность помощника начальника оперативного отдела штаба 4-го механизированного корпуса, после чего принимал участие в ходе похода Красной Армии в Бессарабию. С августа того же года исполнял должность начальника 1-й части штаба 29-й легкотанковой бригады, в октябре того же года назначен на должность начальника 1-го отделения оперативного отдела 4-й армии, а в марте 1941 года — на должность начальника штаба 27-й танковой дивизии (17-й механизированный корпус, Западный Особый военный округ).

### Великая Отечественная война
С началом войны Жидков находился на прежней должности на Западном фронте, после чего принимал участие в боевых действиях в ходе приграничного сражения и Смоленского сражения.
В июле 1941 года назначен на должность заместителя командира 47-й танковой бригады, а в августе 1942 года — на должность командира 45-й танковой бригады. Во время контрнаступления под Сталинградом бригада под командованием Жидкова вела боевые действия при окружении распопинской группировки противника, а также способствовала 26-му танковому корпусу в освобождении города Калач-на-Дону, а также первой вышла в район населенного пункта Советский, где соединилась с 4-м механизированным корпусом.
В апреле 1943 года назначен на должность начальника штаба, затем — на должность заместителя командира 5-го гвардейского танкового корпуса, а в августе того же года — на должность командира 31-го танкового корпуса, который принимал участие в ходе Белгородско-Харьковской наступательной операции, а также в оборонительных боевых действиях в районах городов Богодухов и Ахтырка, а успешное наступление корпуса способствовало освобождению Харькова. Затем корпус принимал участие в боевых действиях в ходе Киевской оборонительной операции.
В декабре 1943 года назначен на должность заместителя командира 6-го гвардейского танкового корпуса, который принимал участие в боевых действиях в ходе Житомирско-Бердичевской, Проскуровско-Черновицкой и Львовско-Сандомирской наступательных операциях, во время которых были освобождены Житомир, Бердичев, Проскуров, Яворов, Мостиска и Перемышль.
В августе 1944 года назначен на должность заместителя командира 11-го танкового корпуса. После тяжёлого ранения Жидков был направлен на лечение в госпиталь.

### Послевоенная карьера
После излечения в сентябре 1945 года полковник Пётр Кириллович Жидков вышел в запас.

## Награды
- Орден Ленина;
- Три ордена Красного Знамени;
- Орден Суворова 2 степени;
- Орден Отечественной войны 1 степени
- Медали.